# Colosseum
Colosseum – brytyjska grupa jazzrockowa istniejąca od 1968 do 1971 r.; ze względu na to, że wszyscy muzycy grali już uprzednio w różnych zespołach i osiągali sukcesy, trzeba ją rozpatrywać także jako supergrupę. Była to pierwsza w pełni jazzrockowa grupa na świecie.

## Historia zespołu
Za początek istnienia zespołu uważa się sierpień 1968 r., czyli moment, w którym pierwszy skład Colosseum rozpoczął próby. Ideę grupy wymyślił perkusista Jon Hiseman i wraz z trójką muzyków: gitarzystą basowym Tonym Reevesem, klawiszowcem i wibrafonistą Dave’em Greenslade’em i saksofonistą Dickiem Heckstallem-Smithem stanowli trzon zespołu. Do nich dołączyli dwaj gitarzyści James Litherland, który został także wokalistą oraz Jim Roche.
Jon Hiseman i Tony Reeves grali bezpośrednio, bo do lipca 1968 r., w grupie Johna Mayalla John Mayall & the Bluesbreakers, w składzie, który nagrał znakomity album Bare Wires. Płyta ta dotarła do 3 miejsca w Wielkiej Brytanii i 59 w USA. Dave Greenslade grał uprzednio w zespole Ram Jam. Dick Heckstall-Smith – także członek tej samej formacji Johna Mayalla, która nagrała Bare Wires – przed wstąpieniem do Colosseum nagrał z Jackiem Bruce’em album Things We Like, zagrał w zespole Pete’a Browna Battered Ornaments, a potem w grupie Victora Broxa Sweet Pain.
Ten skład prowadził próby w sierpniu i wrześniu, i we wrześniu grupa jednorazowo wystąpiła. Po kilku tygodniach z zespołu odszedł Jim Roche i grupa stała się kwintetem.
Kwintet ten istniał przez równy rok – do września 1969 r. Początkowo zespół podpisał kontrakt nagraniowy (w 1969 r.) z firmą Fontana jednak wkrótce przeszedł do nowej, prężnej firmy Vertigo. Zimą 1968/1969 rozpoczęły się sesje do pierwszego albumu grupy.
Pierwszy album zatytułowany Those Who Are About to Die Salute You lub w wersji łacińskiej Morituri te Salutant został nagrany w ciągu trzech dni. Mimo tego iż prezentował nowatorską muzykę, dotarł do 15 miejsca na brytyjskiej liście najpopularniejszych albumów.
Wiosną i latem zespół przygotowywał się do nagrania drugiego albumu grupy The Valentyne Suite, który został nagrany pomiędzy 16 a 18 czerwca 1969 r.
We wrześniu 1969 r. odszedł z grupy gitarzysta i wokalista James Litherland. Założył zespół James Litherland's Brotherhood, w którym na gitarze basowej grał John Wetton, a później właściwie zmieniają nazwę na Mogul Trash. Organistą w tym zespole był Brian Auger.
Za Litherlanda do Colosseum wchodzi znakomity bluesowy gitarzysta Dave „Clem” Clempson, który uprzednio grał w grupie Bakerloo.
W listopadzie ukazuje się drugi album zespołu nagrany jeszcze z Litherlandem – The Valentyne Suite.
Podczas tury koncertowej latem 1969 r. zespół wystąpił 21 i 22 czerwca na Festival de Jazz de Montreux w Szwajcarii, a 28 czerwca na Bath Festival of Blues and Progressive Music w Anglii.
Mniej więcej w połowie sierpnia tego samego roku rozpoczęło się miesięczne tournée po Stanach Zjednoczonych. 15, 16 i 17 sierpnia Colosseum wystąpiło w słynnej hali widowiskowej Fillmore West w San Francisco.
W listopadzie 1969 r. koncertem w Pradze rozpoczęło się europejskie tournée zespołu, a w styczniu i lutym grupa koncertowała znów w USA, występując także Fillmore East w Nowym Jorku.
W czerwcu 1970 r. z zespołu odszedł basista Tony Reeves i na jego miejsce został przyjęty Louis Cennamo, grający przedtem m.in. w takich zespołach jak The Five Dimensions, The Herd i Renaissance.
Zespół wystąpił m.in. na Hamburg Big Gig Festival (20–22 czerwca) i The Bath Festival of Blues and Progressive Music (26 i 27 czerwca).
W tym samym okresie zespół przystąpił do przygotowywania i nagrywania swojego kolejnego albumu Daughter of Time. Jednak tuż po występie w lipcu 1970 r. w Royall Albert Hall w Londynie odchodzi z grupy Louis Cennamo. W jego miejsce zostaje przyjęty Mark Clarke.
Po odejściu Litherlanda z zespołu funkcję wokalisty pełnił Clem Clempson. Jednak oczywiste było, iż zespół potrzebuje nowego, wyjątkowego wokalisty. W czerwcu 1970 r. Greenslade zaproponował kandydaturę znakomitego bluesowego i rhythmandbluesowego wokalisty – Chrisa Farlowe’a. Sesje do albumu kontynuowane były już razem z nowym wokalistą. Na części utworów basistą jest jeszcze Cennamo, a na nowszych – Mark Clarke.
8 i 9 sierpnia 1970 r. grupa Colosseum wystąpiła na 10th National Jazz & BLues Festival na Plumpton Race Track.
W marcu 1971 r. zespół wystąpił na Manchester University oraz w Big Apple w Brighton. Z tych koncertów zestawiony został album Colosseum Live.
Po kolejnych turach koncertowych i sesjach nagraniowych, Jon Hiseman podjął decyzję o rozwiązaniu zespołu. Zarówno według krytyków, fanów jak i samych muzyków, decyzja ta była zdecydowanie przedwczesna.

## Okres 1971–1994
Po rozpadzie zespołu Jon Hiseman założył z basistą Markiem Clarkiem grupę Tempest. Dave Greenslade założył razem z Tonym Reevesem zespół Greenslade. Chris Farlowe dołączył do Atomic Rooster, a Dick Heckstall-Smith rozpoczął karierę solową. Clem Clempson dołączył do grupy Humble Pie.
W 1975 roku Hiseman z gitarzystą Garym Moore’em założył kolejną grupę – Colosseum II, z silniejszą orientacją na jazz fusion rock. Na klawiszach grał Don Airey, a na basie najpierw Neil Murray, a potem John Mole. Wydali trzy albumy: Strange New Flesh (1976), Electric Savage (1977) i War Dance(1978), zanim rozpadli się w 1978 roku.

## Odrodzenie zespołu. Okres: 1994–2015

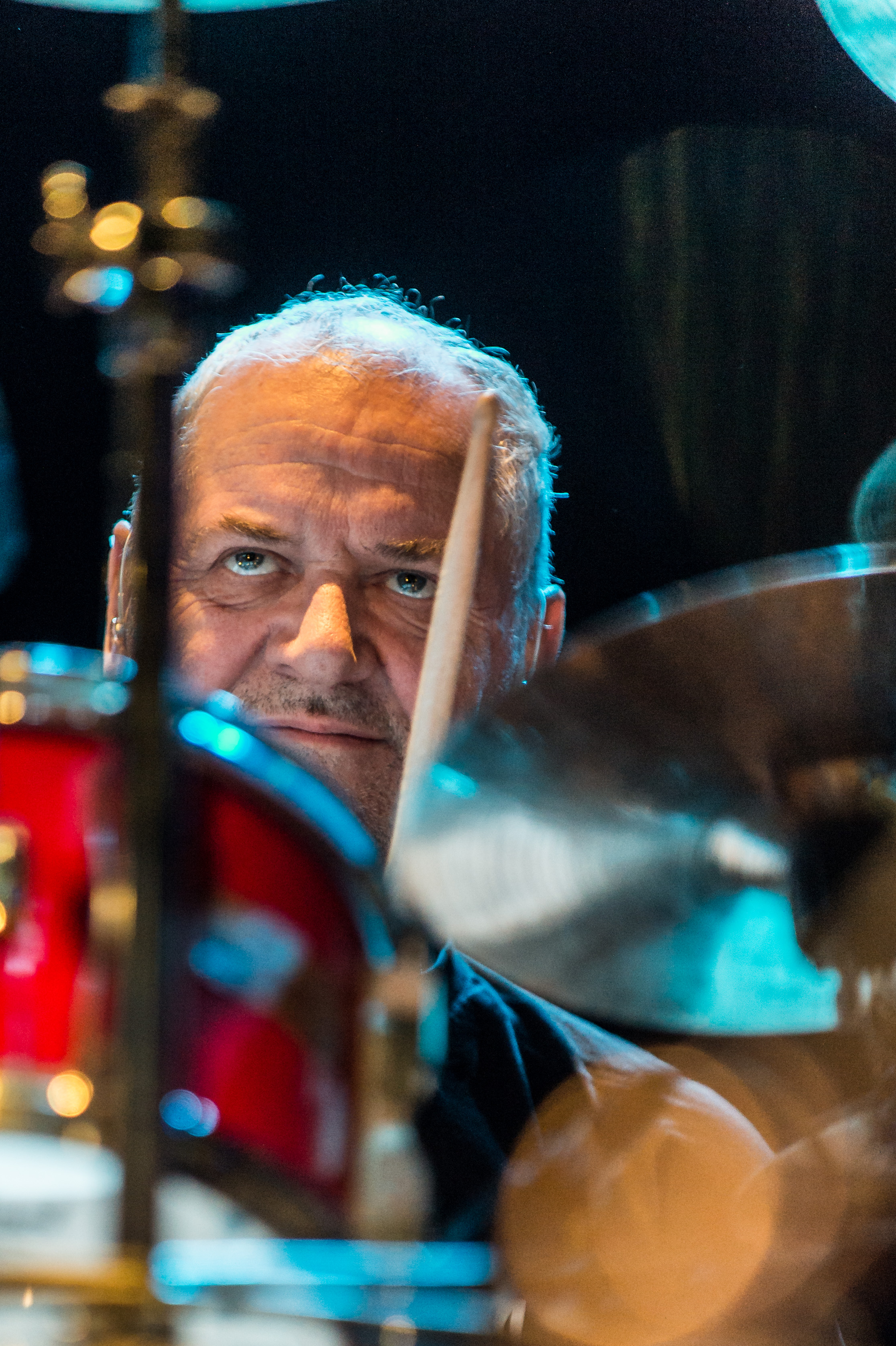
Jon Hiseman (2015)

Colosseum ponownie zjednoczyło się w 1994 roku w tym samym składzie, jak ten gdy się rozstali w 1971 roku.
Pierwszy koncert odbył się 24 czerwca 1994 roku na Freiburg Zelt Musik Festival, a następnie, kilka miesięcy później, 28 października, zagrali koncert w Kolonii. Z koncertu tego wydano w 1995 roku  płytę CD i DVD. Odrodzony zespół zagrał długą trasę koncertową, głównie w Niemczech. Druga trasa miała miejsce w 1997 roku, promowano ich nowy album studyjny Bread and Circuses. Pojawiali się także na większych festiwalach muzycznych w 1998, 1999 i 2000 roku.
W 2003 i 2004 roku koncertowali z programem promującym ich płytę Tomorrow’s Blues. Do zespołu dołączyła żona Hisemana, saksofonistka Barbara Thompson, zastępując chorego Dicka Heckstall-Smitha. Po jego śmierci w grudniu 2004 roku, została stałym członkiem zespołu.
Colosseum odbyło trasę „Lato 2011” obejmującą 22 koncerty w Niemczech, Włoszech, Austrii, Finlandii i Polsce. Trasa rozpoczęła się w czerwcu i zakończyła się 20 sierpnia w Niemczech, w okolicach Rostocka, na festiwalu w Bad Doberan „Zappanale”. Lider zespołu Jon Hiseman ogłosił, że ze względu na jego pogarszający się stan zdrowia, występ w Bad Doberan był ostatnim koncertem zespołu. Wcześniej taki „ostatni” koncert odbył się w Polsce 13 sierpnia 2011 r. w Słupsku, w Dolinie Charlotty na Festiwalu Legend Rocka, a jeszcze wcześniej w Finlandii, w Äänekoski, na festiwalu „Keitelejazz” 23 lipca 2011 r. Zapowiedzi Hisemana o końcu koncertowania były spowodowane postępującą chorobą Parkinsona, która utrudniała mu grę. Jednak wraz z pojawieniem się nowych leków jego zdolność gry została utrzymana, a zapowiedzi okazały się przedwczesne i zespół kontynuował koncertowanie do 2015 roku.
Od roku 2011 Colosseum stopniowo nagrywało swój ostatni album zatytułowany Time on our Side, który ostatecznie ukazał się pod koniec 2014 roku, zbiegając się z ostatnią trasą 24 koncertów w Niemczech, Włoszech i Wielkiej Brytanii.  28 lutego 2015 r. w Shepherd’s Bush Empire w Londynie odbył się ostatni koncert z udziałem Hisemana. Specjalnym gościem była Ana Gracey, córka Jona Hisemana i Barbary Thompson. Zaśpiewała z Chrisem Farlowe własną kompozycję „Blues to Music”, która znalazła się również na ostatniej płycie Colosseum.
Jon Hiseman zmarł 12 czerwca 2018 w Sutton.
Colosseum ponownie zjednoczyło się po śmierci Jona Hisemana, aby koncertować w 2020 roku. W składzie zespołu jest Chris Farlowe, Clem Clempson i Mark Clarke. Dołączyli do nich Kim Nishikawara (saksofon), Adrian Askew (klawisze, organy) i Malcolm Mortimore (perkusja).

## Muzycy
- Pierwszy etap istnienia grupy

Skład nr 1 – sierpień, wrzesień 1968
1. James Litherland – gitara, wokal
2. Jim Roche – gitara
3. Dave Greenslade – organy, pianino, wibrafon
4. Dick Heckstall-Smith – saksofony
5. Tony Reeves – gitara basowa
6. Jon Hiseman – perkusja

Skład nr 2 – wrzesień 1968–wrzesień 1969
1. James Litherland – gitara, wokal
2. Dave Greenslade – organy, pianino, wibrafon
3. Dick Heckstall-Smith – saksofony
4. Tony Reeves – gitara basowa
5. Jon Hiseman – perkusja

Skład nr 3 – październik 1969–czerwiec 1970
1. Dave "Clem" Clempson – gitara, wokal
2. Dave Greenslade – organy, pianino, wibrafon
3. Dick Heckstall-Smith – saksofony
4. Tony Reeves – gitara basowa
5. Jon Hiseman – perkusja

Skład nr 4 – czerwiec, lipiec 1970
1. Chris Farlowe – wokal
2. Clem Clempson – gitara, wokal
3. Dave Greenslade – organy, pianino, wibrafon
4. Dick Heckstall-Smith – saksofony
5. Louis Cennamo – gitara basowa
6. Jon Hiseman – perkusja

Skład nr 5 – sierpień 1970–październik 1971
1. Chris Farlowe – wokal
2. Clem Clempson – gitara, wokal
3. Dave Greenslade – organy, pianino, wibrafon
4. Dick Heckstall-Smith – saksofony
5. Mark Clarke – gitara basowa
6. Jon Hiseman – perkusja

- Reaktywacja

Skład nr 6 – czerwiec 1994–1999
1. Chris Farlowe – wokal
2. Clem Clempson – gitara, wokal
3. Dave Greenslade – organy, pianino, wibrafon
4. Dick Heckstall-Smith – saksofony
5. Mark Clarke – gitara basowa
6. Jon Hiseman – perkusja

Skład nr 7 – 1999–2000
1. Paul Williams – wokal
2. Clem Clempson – gitara, wokal
3. Dave Greenslade – organy, pianino, wibrafon
4. Dick Heckstall-Smith – saksofony
5. Mark Clarke – gitara basowa
6. Jon Hiseman – perkusja

Uwaga: wokaliści zmieniali się, zastępując siebie nawzajem.
Po śmierci Dicka Heckstalla-Smitha 19 grudnia 2004 r. na raka, jego obowiązki w grupie przejęła znana saksofonistka brytyjska Barbara Thompson, żona Jona Hisemana:
Skład nr 8 – od grudnia 2004 r. do 2015.
1. Chris Farlowe – wokal
2. Clem Clempson – gitara, wokal
3. Dave Greenslade – organy, pianino, wibrafon
4. Barbara Thompson – saksofony
5. Mark Clarke – gitara basowa
6. Jon Hiseman – perkusja

Skład nr 9 – rok 2020.
1. Chris Farlowe – wokal
2. Clem Clempson – gitara, wokal
3. Mark Clarke – gitara basowa
4. Kim Nishikawara – saksofony
5. Adrian Askew – organy
6. Malcolm Mortimore – perkusja

## Dyskografia

### Oryginalny zespół
- Those Who Are About to Die Salute You (1969)
- The Valentyne Suite (1969)
- The Grass Is Greener (1970) [tylko w USA]
- Daughter of Time (1970)
- Colosseum Live (1971)

### Reaktywacja
- Colosseum LiveS – The Reunion Concerts (1994)
- Bread and Circuses (1997)
- Live Cologne 1994 (2003) [uzupełnienie płyty LiveS, zawiera pozostałe utwory z koncertu w Kolonii, w 1994]
- Tomorrow’s Blues (2003)
- Live ’05 (2007) (2 cd)
- Time on Our Side (2014)

### Kompilacje
- The Collectors Colosseum (1971)
- Anthology (2000) (na 2 cd)

### Bootlegi
- Walkin’ in the Park